# 阿尔贝克 (奥地利)
阿尔贝克（德語：Albeck）是奥地利克恩顿州费尔德基兴县的一个市镇。总面积99.32平方公里，总人口1076人，人口密度10.8人/平方公里（2005年）。